# Sebastian Harrison
Sebastian Harrison (* 28. September 1965 in Rom) ist ein US-amerikanischer Schauspieler und Unternehmer.

## Leben
Harrison, der Sohn des Schauspielers Richard Harrison, wuchs seit seinem 5. Lebensjahr in den USA auf, wohin er mit seiner Mutter nach deren Scheidung gezogen war. Im Alter von 15 Jahren kehrte er in sein Geburtsland zurück und begann eine Schauspiel-Karriere; seine erste Hauptrolle spielte er in dem späten Italowestern Der weiße Apache – Die Rache des Halbbluts aus dem Jahr 1986. Einige Rollen für das Fernsehen sowie für Manuel De Sica und Lucio Fulci folgten.
1990 ging Harrison erneut in die Vereinigten Staaten, wo er 1995 an der University of California, Los Angeles seinen Abschluss machte. Harrison ist heute Eigentümer einer 2002 gegründeten Telefon-Zubehörfirma, mit der er u. a. mit National Geographic zusammenarbeitet.

## Filmografie (Auswahl)
- 1983: Fireback – Ich will keine Gnade (Fireback)
- 1986: Love Me Licia (Fernsehserie, 34 Folgen)
- 1986: Der weiße Apache – Die Rache des Halbbluts (Bianco Apache)
- 1987: Licia dolce Licia (Fernsehserie, 35 Folgen)
- 1987: Teneramente Licia (Fernsehserie, 39 Folgen)
- 1988: Balliamo e cantiamo con Licia (Fernsehserie, 36 Folgen)
- 1988: Sodomas tödliche Rache (Il fantasma di Sodoma)
- 1989: Fratelli d’Italia